# Anticoma tenuicaudata
Anticoma tenuicaudata är en rundmaskart som beskrevs av J.P. Villot 1875. Anticoma tenuicaudata ingår i släktet Anticoma och familjen Anticomidae. Inga underarter finns listade i Catalogue of Life.